# Sarkvidékek

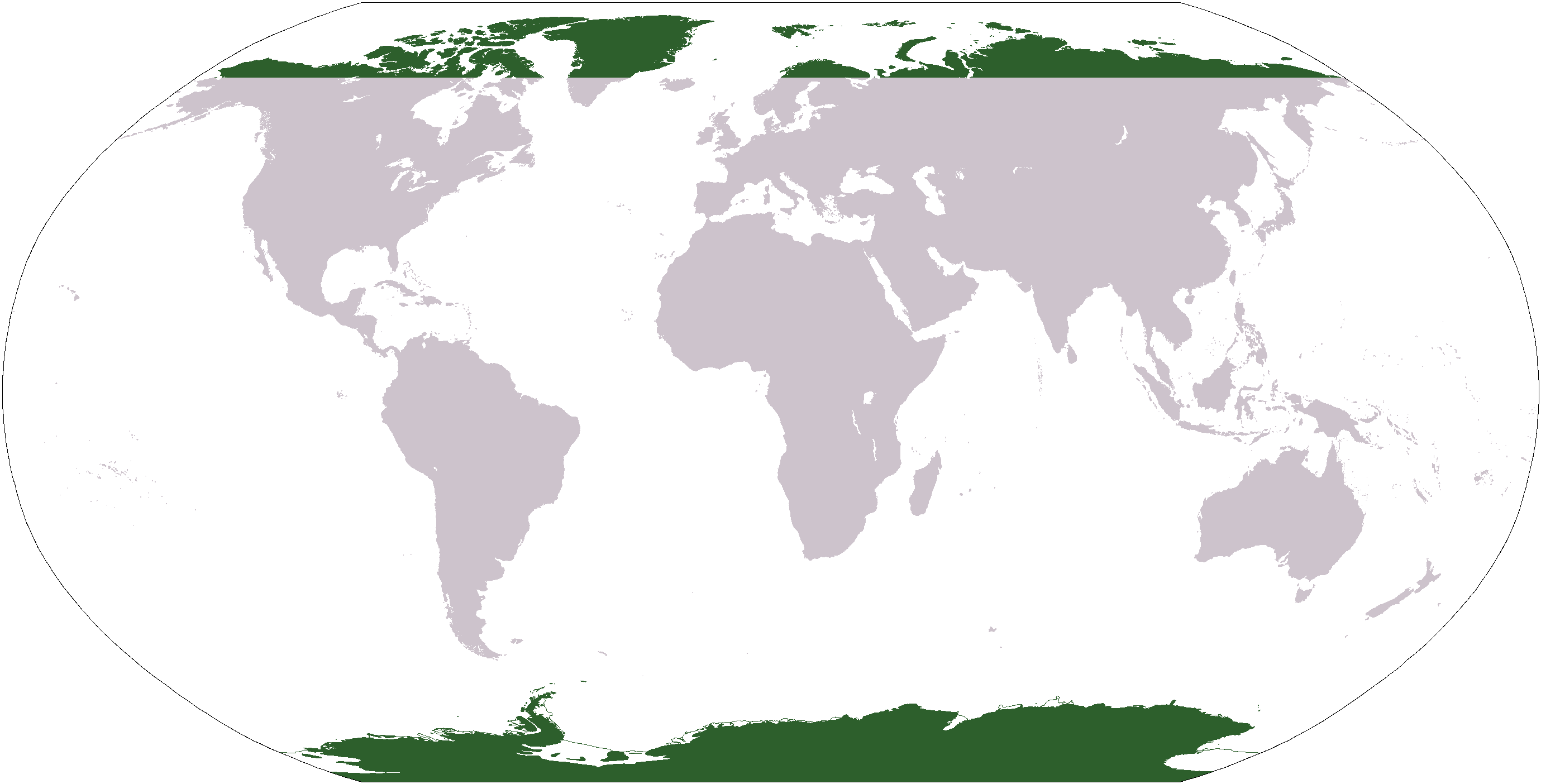
A poláris régiók elhelyezkedése

Sarkvidékeknek nevezzük az égitesteknek azokat a felszíni régióit (más néven poláris régiók), amelyek az adott égitest forgástengelyéhez közel esnek. Ezek a területek azért érdemelnek különleges figyelmet (és ezért is kapnak gyakran külön elnevezést), mert a területen az égitest más zónáitól jelentősen eltérő fizikai folyamatok és környezeti feltételek uralkodnak, amelyek vagy magából a forgásból, vagy a forgás és más fizikai jelenség kölcsönhatásából következnek. A Nap esetében a forgás és a Nap belső folyamatainak kölcsönhatása okoz sajátos jelenségeket (pl. koronalyukakat), míg a bolygóknál és holdaknál a Napból érkező besugárzás alacsonyabb volta, illetve időbeli eloszlása miatt éghajlatuk jelentősen eltérhet az égitest más területeitől. További sajátos jelenségcsoportot képez a saját mágneses térrel rendelkező égitesteknél a saját mágneses térnek, a környező mágneses térnek és a forgásnak a kölcsönhatása.
A sarkvidékek kutatása, különösen a Föld sarkvidékei esetén önálló, multidiszciplináris tudományág.

## A Föld sarkvidékei, az Arktisz és az Antarktisz
A Föld sarkvidékei az északi, illetve a déli sarkkörön túl helyezkednek el. Mindkét terület középpontja a Föld egy-egy pólusa <görög–latin, a görög pólosz ‘sark, tengelypont’ szóból>, vagyis a Föld forgástengelyének a felszíni döféspontjai, az Északi-sark és a Déli-sark. 

A sarkvidékek határvonalai - csillagászatilag - a sarkkörök. 

Földrajzilag viszont a határok nem egységesek. Az Északi-sarkvidék esetében elsősorban az életfeltételeket vesszük alapul:  éghajlati határa a 10 °C legmagasabb havi középhőmérsékletet jelölő izoterma vonala, illetve a fás növények elterjedésének északi határa. A Déli-sarkvidék esetében pedig nemzetközi egyezmények a dsz. 60°-ot jelölik ki. A Déli-sarkvidék nem tartozik egyetlen államhoz sem. (Lásd: Antarktisz-egyezmény)
Mindkét sarkvidéknek van idegen eredetű neve. A déli Antarktisz neve az északi Arktisz neve alapján érthető meg: Antarktisz = anti-Arktisz = ellen-Arktisz = ellen-sarkvidék. Az arktisz a görög arktosz = medve szóból ered. Újabban a déli sarkvidék kontinensét Antarktikának nevezik: ennek területe a 21 millió km²-es Antarktiszon belül 13 millió km² (összehasonlításul: Európa területe 10,5 millió km²).
A két sarkvidék gyökeresen eltér egymástól. 

Az északi sarkvidék gyakorlatilag egy óceán, kontinens nélkül, rengeteg szigettel, az óceánt környező szárazföldeket pedig a tundra-vidék jellemzi, az időjárás pedig rövid nyarakból és hosszú telekből áll. Így - noha a tengerfelszín változó mértékben, néha igen vastagon, be van fagyva - a sajátos tengeri élővilág jelen van. Az állatvilág különleges, jól ismert nagy testű képviselői a hideghez és a vízi életmódhoz jól alkalmazkodott fókák és rozmárok, és a jég hátán való élethez alkalmazkodott jegesmedvék.

Ezzel szemben a déli sarkvidék közepében egy kontinens van, 
amely a Gondwana szétesése következtében jött létre és vándorolt a mai helyére. és amely (igaz, vastagon jég is borítja, de ezzel együtt) a Föld legnagyobb átlagmagassággal (2600 m) rendelkező kontinense. A kontinenst pedig nagy kiterjedésű - hőmérséklet-kiegyenlítő hatású - óceánok veszik körül. A Föld Nap-körüli elliptikus keringésének köszönhetően a déli sarkvidék nyara hosszabb az északiénál. A kontinenset jelentős domborzati változatosság, és ennek (továbbá az éghajlati viszonyoknak) köszönhetően szárazföldi jégtakaró és gleccserek sokasága jellemzi. A terület jellegzetes és közismert, röpképtelen madarai a pingvinek különféle fajai. Sajátos életmódjukkal meglepően jól alkalmazkodtak az igen zord körülményekhez.
A sarkvidékeken jelenleg állandóan fagyos éghajlat uralkodik, bár az utóbbi évtizedekben egyes területeken és változó mértékben tapasztalhatók enyhébb, olvadással jellemzett időszakok. A Föld tengelyének ferdesége miatt csak két évszak van: a nyár, amikor a Nap a horizont felett tartózkodik, és a tél, amikor pedig a napkorong a látóhatár alatt van, és teljes vagy csaknem teljes a sötétség. A refrakció miatt a fényviszonyok és napkelte-napnyugta eltérnek attól, mintha a Földnek nem lenne légköre.
Télen a hőmérséklet az Antarktiszon akár -70 Celsius-fok alá is eshet. A sarkok felől folyamatosan erős, viharos szél fúj, a csapadék hó formájában hullik. Magasrendű növények nem élnek, csak a moszatok egyes fajtái.
A Föld sarkvidékei a Föld saját mágneses terének és a napszélnek, továbbá részben a légkörnek a kölcsönhatása következtében geofizikai szempontból is jelentőséggel bírnak. A Föld mágneses pólusai környékén, melyek jelenleg jelentősen eltérnek a forgástengely által meghatározott Északi és Déli sarkoktól a Föld mágneses terének erővonalai tölcsérszerűen összegyülekeznek, ennek megfelelően a napszél töltött részecskéit az alsó légkörbe is hagyják lejutni, ahol azok különféle ionizációs és rekombinációs folyamatokat keltve okozzák a sarki fényt, illetve más jelenségeket.
Részben e jelenségek kutatására szerveződtek a nemzetközi sarki évek, ezen belül 1957-58-ban a nemzetközi geofizikai év.
A sarkvidék élővilágának életkörülményeit befolyásolja a globális felmelegedés és az olajkitermelés.

## A Mars sarkvidékei
A Mars sarkvidékei bizonyos szempontból a földi sarkvidékekre hasonlítanak, ugyanakkor a Mars eltérő planetológiai sajátosságai miatt mégis jelentős a különbség.
A déli sarkvidék, a Planum Australe idős jellege és nagyobb magassága miatt is erősen különbözik az északi párjától a Planum Boreumtól.

## A Nap sarkvidékei
A Nap sarkvidékei a Nap mágneses terének a differenciális rotáció miatt felcsavarodó jellege és más belső folyamatok miatt különleges jelenségek színterei. A naptevékenységi ciklus fázisától függően itt a mágneses tér jellege és a részecskeáramlás időről időre bizonyos szabályosságot mutatva változik.

## Ajánlott irodalom
- Sarkvidék Írta: Bognár Árpád, Giczi Zoltán, Török András - Széchenyi István Egyetem, Műszaki tudományi kar, Környezetmérnöki Tanszék, 2005
- Magyar nagylexikon  II. (And–Bag). Főszerk. Élesztős László, Rostás Sándor. Budapest: Akadémiai. 1994.   120–125. o. ISBN 963-05-6800-4  (Antarktisz címszó)
- Magyar nagylexikon  II. (And–Bag). Főszerk. Élesztős László, Rostás Sándor. Budapest: Akadémiai. 1994.   381–384. o. ISBN 963-05-6800-4  (Arktisz címszó)